# Radkova Lhota

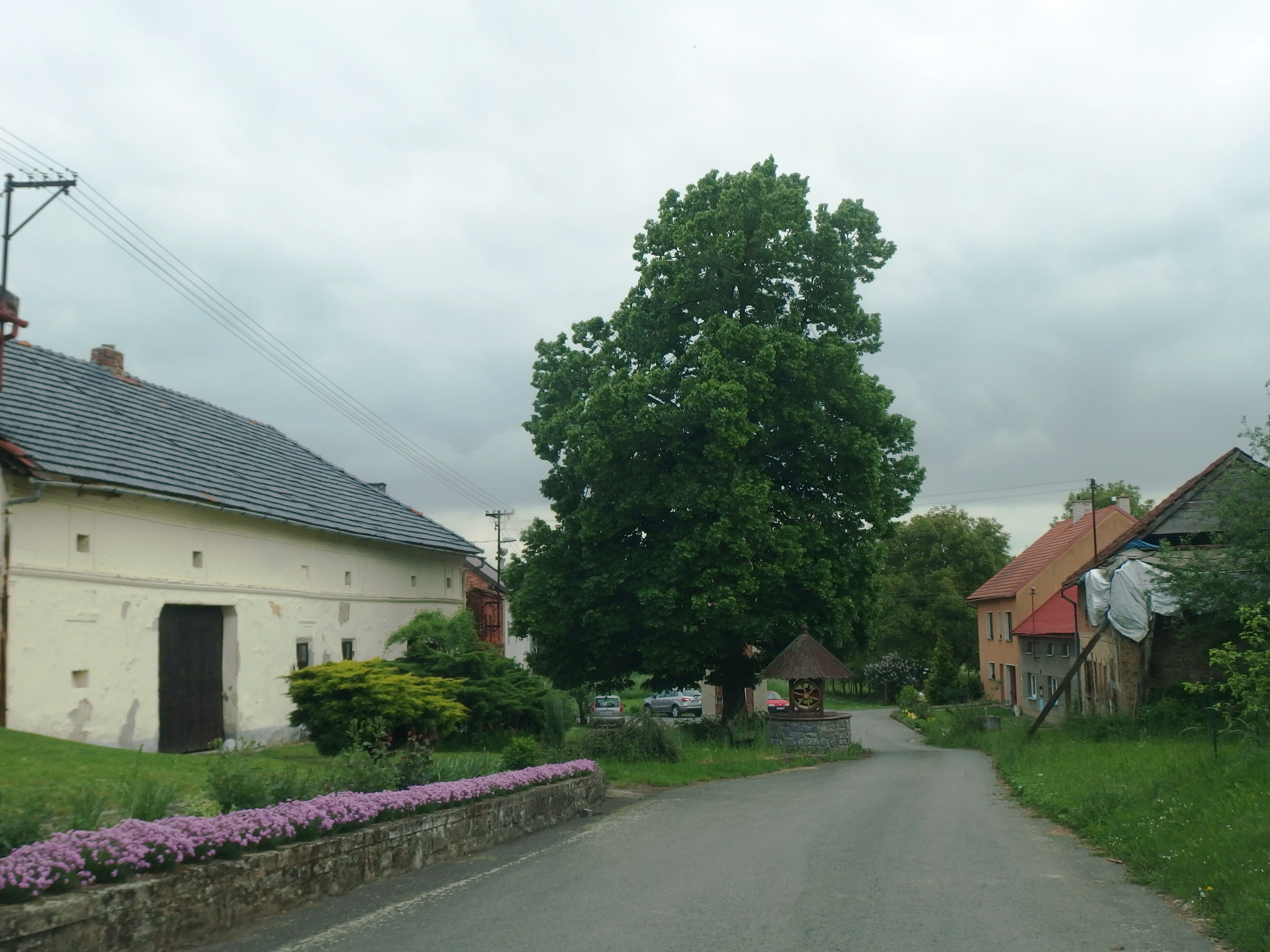

Radkova Lhota é uma cidade no distrito de Přerov, Região de Olomouc na República Checa. Tem cerca de 191 habitantes.